# Kolegiata św. Serwacego w Quedlinburgu

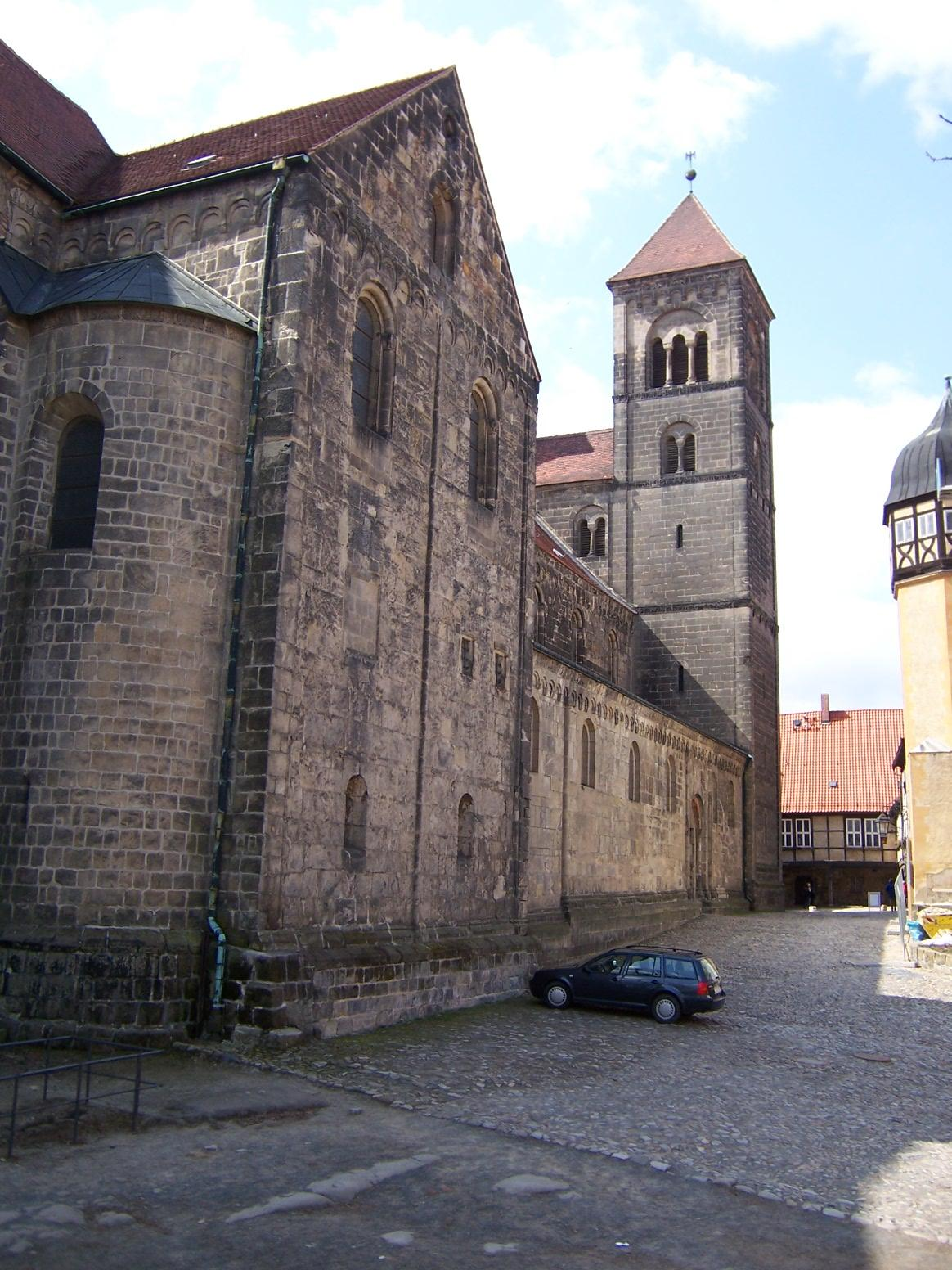
Kolegiata św. Serwacego

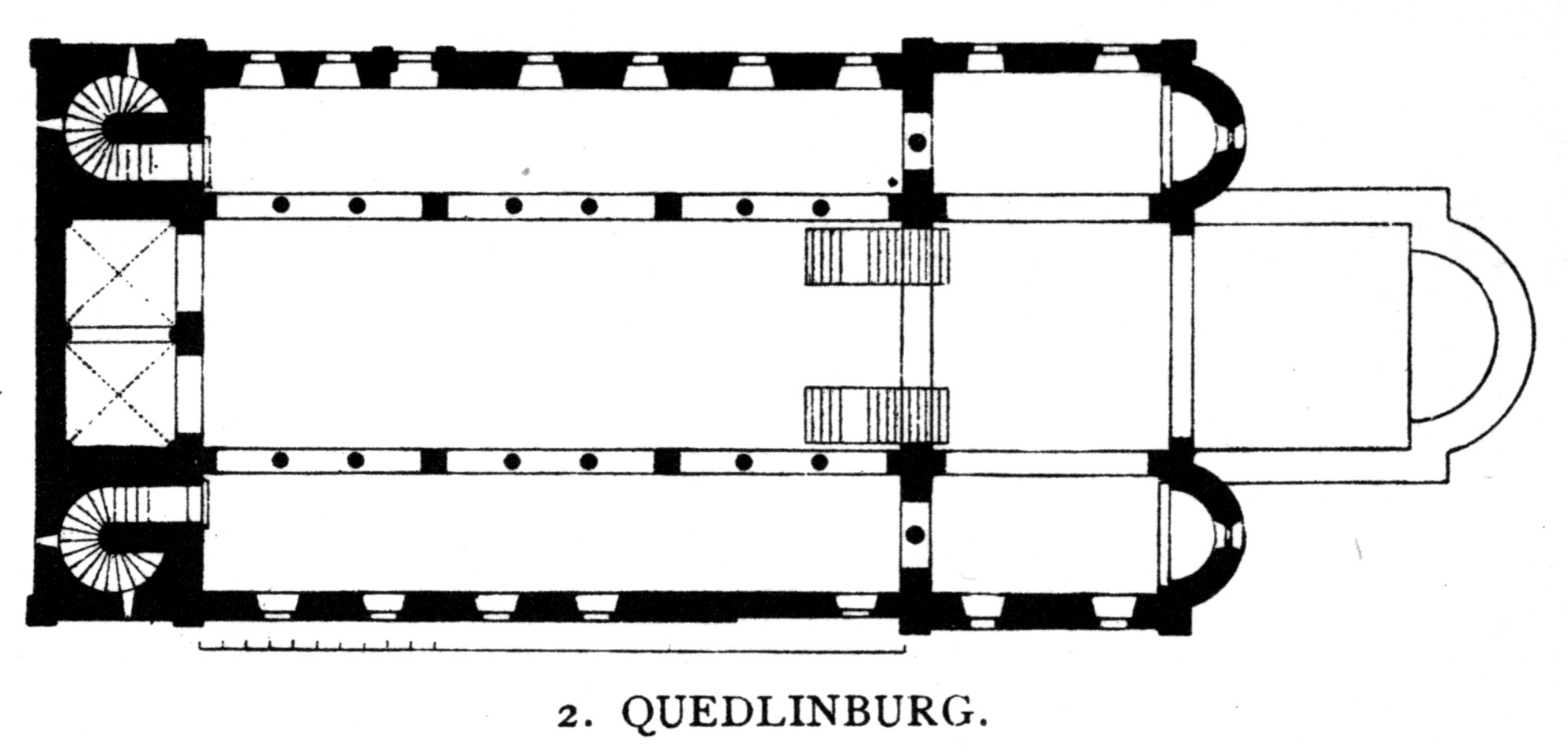
Plan kolegiaty św. Serwacego, XIX w.

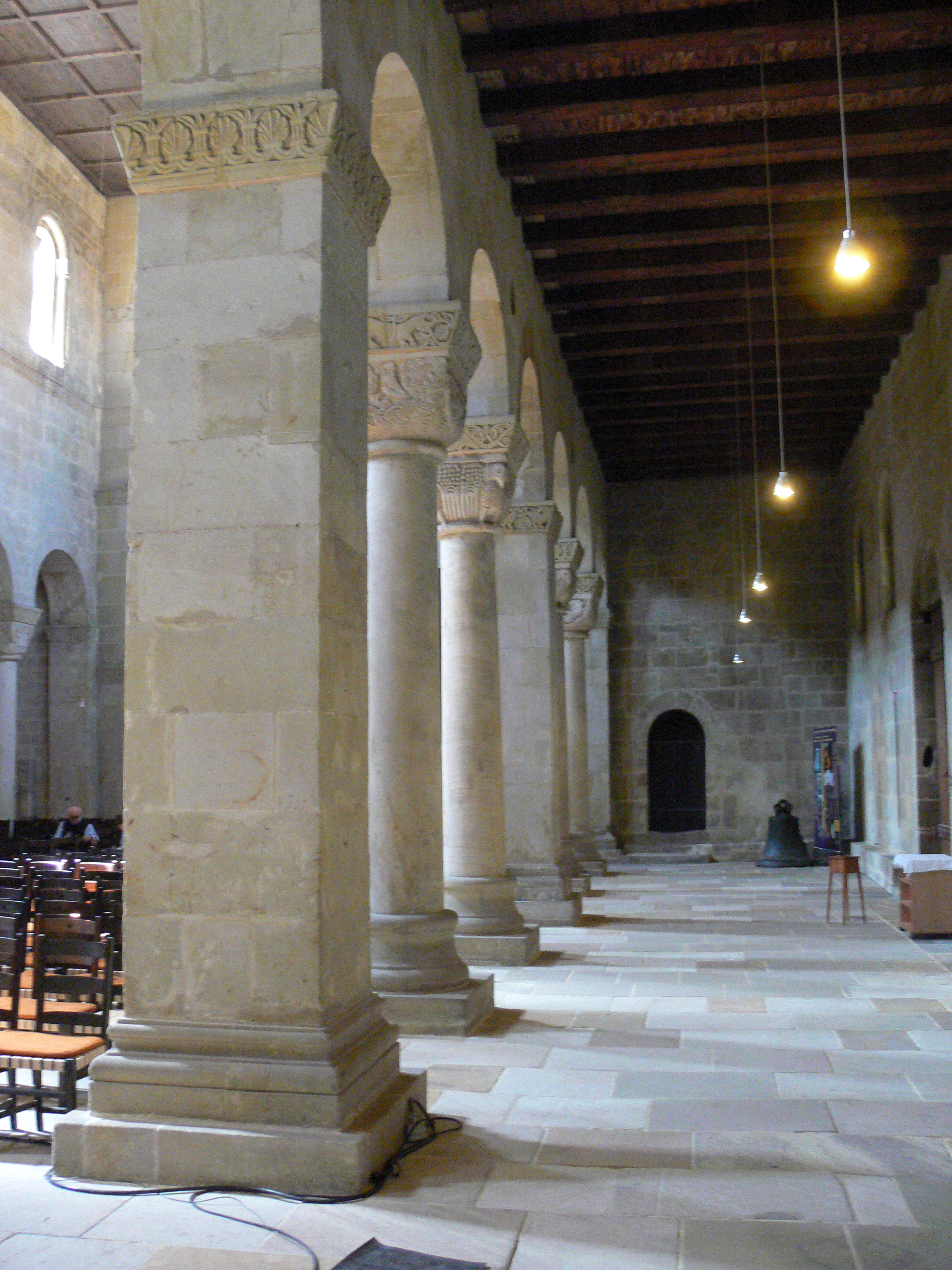
Fragment wnętrza

Kolegiata św. Serwacego w Quedlinburgu (niem. Stiftskirche St. Servatius) – trójnawowa bazylika w stylu romańskim wzniesiona w XI-XII w. Quedlinburgu w środkowych Niemczech. Dawny kościół kwedlinburskiego opactwa żeńskiego (niem. Damenstift Quedlinburg). Określany często mianem katedry kwedlinburskiej (niem. Quedlinburger Dom), chociaż nigdy nie był kościołem biskupim.
Kolegiata, zamek oraz stare miasto w Quedlinburgu zostały wpisane w 1994 na listę światowego dziedzictwa kulturowego UNESCO.

## Historia
Pierwotnie w miejscu obecnej świątyni stała kaplica królewskiego palatium, która stała się miejscem pochówku pierwszej pary królewskiej Niemiec: Henryka I Ptasznika oraz jego żony Matyldy.
W 961 sprowadzono z Maastricht do Quedlinburga relikwie św. Serwacego z Tongeren, a w 997 ukończono budowę kolegiaty w miejscu kaplicy. Kościół poświęcono 24 września 1021 w obecności cesarza Henryka II. W 1070 świątynia została częściowo zniszczona w wielkim pożarze, a następnie wiernie odbudowana i ponownie poświęcona w Zielone Świątki w 1129 w obecności króla Lotara III.
Kościół był kilkakrotnie przebudowywany. W XI-XII w. rozpoczęto prace nad dwiema romańskimi wieżami po stronie zachodniej. Jednak wieża południowa nie została wtedy ukończona z powodu problemów technicznych. W 1320 za czasów opatki Jutty von Kranichfeld przebudowano chór wysoki w stylu gotyckim. W latach 1863–82, w trakcie kompleksowych prac restauracyjnych kierowanych przez Ferdinanda von Quasta dokończono drugą wieżę. Obydwie wieże otrzymały wtedy reńskie kopuły.
W latach 1938–40 przeprowadzono rekonstrukcję romańskiego chóru. W okresie 1938-45 kościół pozostawał zajęty przez oddziały SS Heinricha Himmlera, który uważał się za powtórne wcielenie króla Henryka I Ptasznika. Propaganda nazistowska rozpowszechniała informacje o odnalezieniu zaginionych przez wieki szczątków króla Henryka I, które ponownie złożono do grobu. Powojenne badania domniemanego szkieletu Henryka I wykazały fałszerstwo.
W 1945 wskutek ostrzału artyleryjskiego zostały zniszczone wieże. Odbudowano je w latach 1947-50, kryjąc niskim dachem namiotowym bardziej odpowiednim dla stylu romańskiego.
W 1994 kolegiata wraz z zamkiem i starym miastem została wpisana na listę światowego dziedzictwa kulturowego UNESCO.

## Architektura
Zbudowana na planie krzyża kolegiata ma formę trójnawowej bazyliki. Kościół jest jednym z najznamienitszych przykładów architektury romańskiej. Wnętrza świątyni są surowe, jedyne dekoracje to zdobienia kolumn oraz biegnący górą fryz.
Arkady oddzielające nawę główną od naw bocznych charakteryzują się specyficznym układem kolumn. Jest to tzw. dolnosaksoński zmienny system podpór, w którym po dwóch kolumnach następuje filar. Głowice kolumn oraz przyczółki sklepione zdobią motywy roślinne, zwierzęce (orzeł) i geometryczne. Zarówno w fasadzie, jak i w wystroju wnętrz widoczne są silne wpływy lombardzkie.

## Krypta
Krypta jest miejscem pochówku króla Henryka I Ptasznika i jego żony Matyldy. Sklepienie krypty pokrywają freski o motywach biblijnych. Na ścianach znajdują się romańskie i gotyckie płyty nagrobne opatek klasztoru żeńskiego, m.in.:
- Matyldy, córki Ottona I, wnuczki króla Henryka I
- Adelajdy I (zm. w 1044), siostry Ottona III
- Beatrycze I (zm. w 1061), córki Henryka III, siostry Henryka IV
- Adelajdy II, córki Henryka III
- Agnieszki II Miśnieńskiej, córki margrabiego Miśni Konrada
- Bertrady von Korsigk (zm. w 1231)
- Osterlindy von Falkenstein (zm. w 1232)
- Gertrudy von Amfurt (zm. w 1270)
- Margarety von Schrappelaw (zm. w 1379)

Krypta połączona jest wąskim przejściem z grobowcem książęcym (niem. Fürstengruft), który słynie ze specyficznego mikroklimatu sprzyjającego mumifikacji ciał. Znajdują się tu sarkofagi Aurory von Königsmarck, opatek Anny II i Anny III, a także Marii Elisabeth, księżnej von Holstein-Gottorp.

## Skarbiec
Skarbiec kolegiaty w Quedlinburgu jest jednym z najbogatszych w Niemczech. Znajduje się tu ponad 50 cennych dzieł sztuki, głównie z okresu średniowiecza, m.in. relikwiarz św. Serwacego (IX w.), grzebień z kości słoniowej króla Henryka I (VII-VIII w.), dzban z Kany Galilejskiej (I w.), ewangeliarz Samuela (IX w.), relikwiarz Henryka I oraz ewangeliarz św. Wiperta. Większość skarbów została podarowanych przez Ottonów.
Wykonany z kości słoniowej relikwiarz św. Serwacego powstał najprawdopodobniej na dworze Karola II Łysego ok. 870. Zdobienia relikwiarza przedstawiają scenę rozmowy Jezusa z jedenastoma apostołami (pominięto Judasza). Szkatułę zdobią ponadto liczne złocenia, dodane najprawdopodobniej ok. 1200 na zlecenie opatki Agnieszki II Miśnieńskiej. Z przodu relikwiarza umieszczono wykonaną w ametyście głowę św. Dionizosa (koniec I w.).